# Three Hearts for Julia
Three Hearts for Julia es una película de comedia romántica de 1943 dirigida por Richard Thorpe y protagonizada por Ann Sothern y Melvyn Douglas. La película fue distribuida por Metro-Goldwyn-Mayer.

## Trama

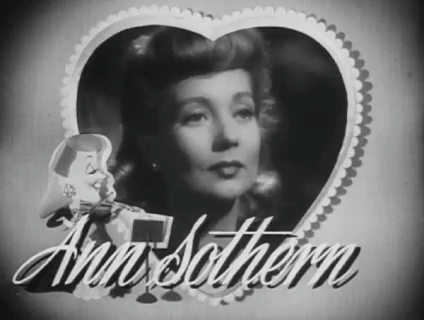
Ann Sothern en Three Hearts for Julia, de Richard Thorpe (1943)

Las prolongadas ausencias del corresponsal extranjero Jeff Seabrook están frustrando tanto a su esposa, la música Julia, que está planeando divorciarse. Jeff no le ha dicho que está de camino a casa. Julia no le ha dicho que lo dejará, y el director de orquesta David Torrance y el crítico musical Philip Barrows ya la cortejan.
El editor del periódico de Jeff, John Girard, le aconseja actuar como si aceptara su decisión. Julia intenta concentrarse en su música, tocando en una banda de mujeres (debido a la guerra), haciendo que el nuevo director Anton Ottaway, sienta que su música es demasiado baja.
Aunque temporalmente fuera de servicio de su trabajo, Jeff es llamado repentinamente para el servicio militar activo. Él lleva a Julia contra su voluntad a una cabaña remota, obligándola a pensar en su decisión de divorciarse, enojando a sus pretendientes, quienes creen que se ha ido con su esposo deliberadamente. Jeff no le dice a Julia que se va a cumplir con su deber para el tío Sam, pero ella lo acepta de todos modos.

## Reparto
- Ann Sothern como Julia Seabrook
- Melvyn Douglas como Jeff Seabrook
- Lee Bowman como David Torrance
- Richard Ainley como Philip Barrows
- Felix Bressart como Anton Ottoway
- Marta Linden como May Elton
- Reginald Owen como John Girard
- Marietta Canty como Mattie